# Илия Пандурски
Илия Христов Атанасов, известен като Пандурски, е български революционер, ренегат от Вътрешната македонска революционна организация и деец на Македонската федеративна организация.

## Биография
Илия Пандурски е роден през 1893 година в горноджумайското село Дебочица, тогава в Османската империя. Участва в Първата световна война като войник от българската армия. Присъединява се към ВМРО и действа като малешевски войвода. Обвинен е за злоупотребите си и застава на страната на враждуващите с ВМРО федералисти и комунисти. През март 1923 година се предава на сръбските власти, които го назначават за войвода на контрачета също в Малешевско. На 16 август 1923 година край струмишкото село Дървош дава голямо сражение на Георги Въндев, в което загиват 12 контрачетници и един четник от ВМРО. Пандурски започва последователно да изтребва видните легални дейци на ВМРО в областта и насилствено мобилизира местни младежи в четата си.
Водачът на ВМРО Иван Михайлов нарежда на Христо Вангелов Стоев (Ристо Дерижабо) да елиминира Илия Пандурски, което той прави през 1925 година. Според друг източник Пандурски е убит над малешевското село Негрево от разузнавача на ВМРО Христо Костадинов от Никудин, а според трети от Иван Куюмджиев.